# Рудольф Шпільманн
Рудольф Шпільманн (нім. Rudolf Spielmann; 5 травня 1883, Відень — 20 серпня 1942, Стокгольм) — австрійський шахіст, один з найсильніших шахістів світу на початку ХХ ст. Навчився грати в шахи в дитинстві й мав славу вундеркінда. Від природи був нервовим і вразливим, що зумовило нерівну гру на турнірах.
Для гри Шпільманна характерний гострокомбінаційний стиль; він прагнув створювати ускладнення на дошці від початку партії, був «лицарем королівського гамбіту». Завдяки цим якостям Ріхард Реті назвав Шпільманна «останнім романтиком шахів». Мистецтву жертви він присвятив свою роботу «Richtig opfern» (1935; в російському перекладі — «Теория жертвы», М.-Л., 1936). суперечності між творчими та спортивними цілями зумовили нерівну гру Шпільманна на змаганнях. Нарівні з успіхами йому довелося пережити низку невдач: Карлови-Вари (1923) — 17 — 18-е місця, Москва (1925) — 12 — 14-е місця та інші. Під впливом невдач Шпільманн змінив свій стиль гри відповідно до вимог часу (залишившись сильним тактиком, став проводити атаки на солідній позиційній основі), відмовився від застосування королівського гамбіту, опублікувавши статтю «Про хворий королівський гамбіт» (російський переклад в журналі «Шаховий листок», 1923). На честь Шпільманна названий варіант захисту Німцовича, який він розробив.

## Спортивні досягнення
| Рік  | Місто         | Турнір             | + | - | = | Результат | Місце |
| ---- | ------------- | ------------------ | - | - | - | --------- | ----- |
| 1912 | Аббація       | Гамбітний турнір   |   |   |   | з         | 1     |
|      | Сан-Себастьян |                    |   |   |   | з         | 2-3   |
|      | П'єштяни      |                    |   |   |   | з         | 2     |
| 1914 | Баден         | Гамбітний турнір   |   |   |   | з         | 1     |
| 1922 | П'єштяни      |                    |   |   |   | з         | 2-3   |
|      | Тепліц-Шенау  | Міжнародний турнір |   |   |   | з         | 1-2   |
| 1926 | Земмерінг     |                    |   |   |   | з         | 1     |
| 1927 | Магдебург     |                    |   |   |   | з         | 1     |

Шпільманна можна справедливо назвати неоромантиком. Його кумирами були Андерсен і Чигорін. Шпільманн — останній геній гамбітної гри. Зробив чималий внесок у теорію королівського гамбіту. Мав чудовий комбінаційний зір. Саме внаслідок деякої своєї однобокості найкращих результатів досяг у партіях проти слабких суперників, які губилися в складних позиціях.
Після окупації Австрії, Шпільманн, бувши євреєм, був змушений втекти до Швеції, де й помер у злиднях.

## Книги
- Ein Rundflug durch die Schachwelt, B. — Lpz. 1929; в російському перекладі: О шахматах и шахматистах, [Л.], 1930;
- Практические советы шахматистам, М. — Л., 1930 (рос.)